# シャモティラヌス
シャモティラヌス（Siamotyrannus）は白亜紀前期アプト〜オーブ期（1億2450万年〜9700万年前）のタイに生息していた肉食恐竜で、竜盤目・獣脚類の一種。シャモティランヌス、シャモチラヌス、シャモタイラヌスなどとも呼ばれている。全長は5〜6.5mと推測される。

## 系統
属名 Siamotyrannus はシャム（タイの旧国名）の暴君という意味で、命名者はビュフェットー、スティーソン他。腰とその他少しの骨格しか発見されていない。発見当初、骨盤はティラノサウルスに似た形をしているとされ、シャモティラヌスはティラノサウルス科の祖先に近いと考えられた。現在はアロサウルス科または、メトリアカントサウルス科であると示唆される。